# 佩萊格峰
65°51′S 62°33′W / 65.850°S 62.550°W

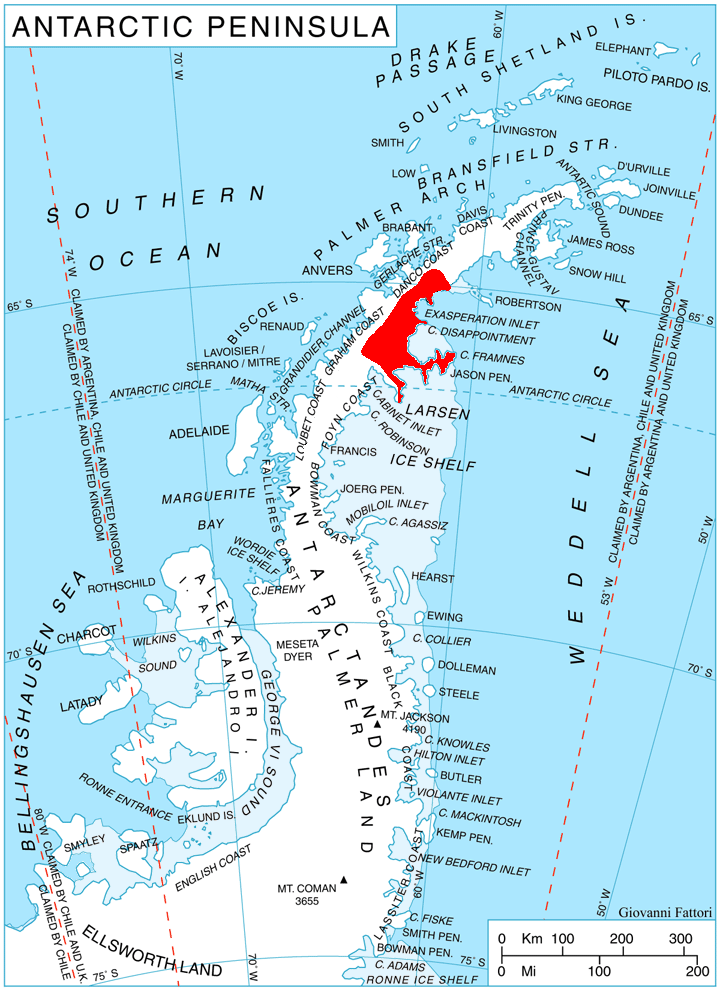

佩萊格峰（英語：Peleg Peak）是南極洲的山峰，位於葛拉漢地的奧斯卡二世海岸，處於伊什梅爾峰西北面7公里，海拔高度920米，現時由南極條約體系管理。